# 朗色林庄园
朗色林庄园，位于中國西藏自治区山南市扎囊县扎其乡孟卡荣村，是原来西藏贵族朗色林家族的庄园。

## 历史
朗色林庄园位于山南市扎囊县，在桑耶寺的南面，与桑耶寺隔江相望。该庄园建于明朝。朗色林庄园原属扎囊县境内大贵族朗色林家族的领地。该家族曾出过许多名人，包括多吉扎寺的两名活佛，五世班禅罗桑益西，西藏噶厦的噶伦，还有朗色林·班觉晋美。
朗色林庄园是在一个名叫“扎西若丹”的庄园的基础上发展而来。扎西若丹庄园建在如今的拉巴村，主楼仅有四层高。后来扎西若丹庄园的规模已不能满足主人的需要。于是，朗色林家族主人经那曲杰，又在扎西若丹庄园北面的开阔地方新建了一座七层高的主楼，形成了朗色林庄园。朗色林庄园和江孜县的帕拉庄园都属于西藏最古老、最高的高层庄园建筑。
据说，当年朗色林庄园被毁后，庄园内的文物全部被哄抢，直到后来政府实行补偿政策，才先后收回一小部分。庄园的固有范围也被四周的村民拆毁或者建房圈占。

## 建筑
朗色林庄园原有内、外两道围墙，现仅存一道残缺不全的内墙，其外便是民居。现存的围墙仅有内墙还有一面尚较完整，位于主楼背后。内墙的墙基用石块垒成，墙厚约一米，上部夯土为墙，夯墙的隔层夹着石板，上窄下宽，收分很大。内墙总高约10米，顶部残留着木檐，当年是以木檐来遮雨护墙。
原来内墙平面呈方形，墙的四角建有守望用的碉楼。大门设在东墙正中央，3米宽。内墙与外墙之间，筑有宽约5米的防御壕沟，用石砌成。
在庄园的内墙之内，现存高七层的主楼。主楼前面有一座较矮的南楼，为附楼。主楼旁边设有马厩、牧畜棚。主楼周围还有若干低矮的小房屋，分别为平房、磨坊、染坊、编织作坊、监狱等。
主楼位于内墙内的中部偏北，东面的石墙上刻有吉祥八宝图案。整座主楼的墙壁都用土、石构筑，总高22米。主楼的台阶位于一长方形高台的前面和左面，前台阶宽大且级差较小，左台阶窄小且级差较大。木梯的框架上装有石板，组合成为木石台阶。长方形高台面上是四根方柱形成的门廊，形状非常古怪，外观特别坚固。如今台阶已坍坏大半，仅前台阶尚保留完整。
进入主楼大门，即是主楼的第三层。主楼内建筑形制很古老，楼梯又窄又陡，房间内十分阴暗。庄园被毁前，主楼底层原是牧畜圈，一、二层有的地方是库房；三、四层各有一间12根方柱的经堂，另有几间仓库；五层有诸神殿，四壁现存壁画中还有释迦牟尼像、无量寿佛、护法神像等等；六层东部是朗色林庄园主的住房，西部是有6根方柱的小经堂；七层的房间较少，仅有护法神孜玛热的神殿以及卧室，神殿内供奉青铜制的释迦牟尼像，以金、银等五种珍宝写就的一部《甘珠尔》，还供奉一尊噶玛拔希塑像。
当年在主楼第七层的护法神殿内，还有一件小巧的石雕建筑模型，据说是日喀则纳塘寺镌刻着“大明永乐年施印”、“将来金”建筑模型中的一件，为帕竹王朝在与后藏进行战争期间掠夺的战利品。